# Gruta Brisa Azul
Gruta Brisa Azul es una gruta portuguesa localizada en la freguesia de Feteira (Angra do Heroísmo), municipio de Angra do Heroísmo que fue formada por la erosión marítima en la parte norte del Islote das Cabras, (Islote pequeño), y que posee una extensión de cerca de 80 metros con un largo máximo de 12 m. Tiene una altura también máxima de 20 metros.